# Paulina Vega
Paulina Vega Dieppa (Barranquilla, 15 gennaio 1993) è una modella colombiana incoronata Miss Colombia 2013 e Miss Universo 2014.

## Biografia
Da bambina, frequentò la scuola di Karl. C Parrish e il liceo tedesco a Barranquilla, terminando gli studi scolastici presso il liceo tedesco di Bogotà, Colegio Andino Deutsche Schule. La giovane modella parla spagnolo, inglese, tedesco e un po' di francese. Oggi studia gestione aziendale presso l'Università Javeriana di Bogotá (Pontificia Universidad Javeriana).

## Carriera
Dopo la sua elezione ha detto che il concorso di Miss Universo è il primo al quale ha partecipato e sarà anche l'ultimo in quanto ha intenzione di tornare ai suoi studi. La vincitrice è la nipote di un celebre tenore, Gaston Vega. 
Nel 2015 è stata testimonial dei costumi firmati Yamamay for Miss Universe collection.